# يوسف باي (رجل أعمال)
يوسف باي (بالإنجليزية: Yusuf Bey)‏ هو شخصية أعمال أمريكي، ولد في 21 ديسمبر 1935 في غرينفيل في الولايات المتحدة، وتوفي في 30 سبتمبر 2003 في أوكلاند في الولايات المتحدة.